# Katzenaugen-Quarz

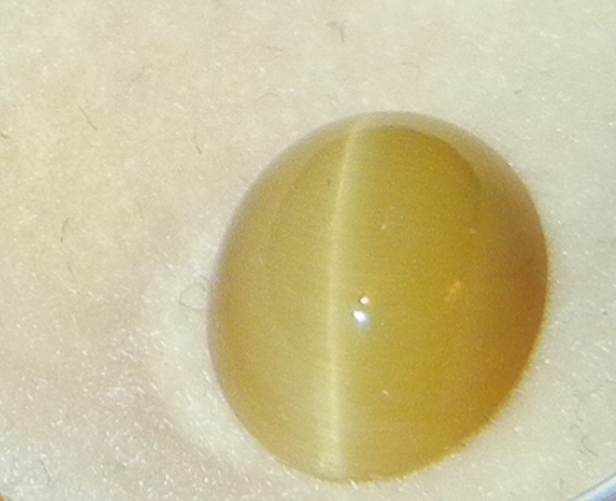
Gelbliches Quarz-Katzenauge im Cabochon-Schliff

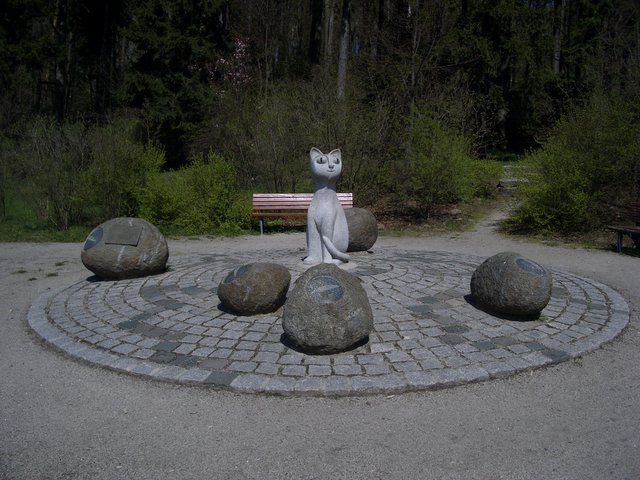
"Katzenaugen"-Skulptur

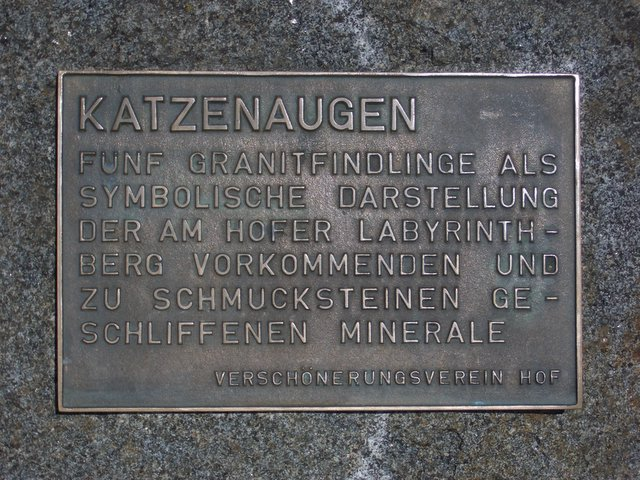
Gedenktafel: Katzenaugen; fünf Granitfindlinge als symbolische Darstellung der am Hofer Labyrith-Berg vorkommenden und zu Schmucksteinen geschliffenen Minerale

Der Katzenaugen-Quarz (auch Katzenaugenquarz) ist eine massige, faserige Varietät des Minerals Quarz mit eingewachsenem, parallel angeordnetem Hornblende-Asbest (Amiant).
In reiner Form ist Katzenaugen-Quarz weiß, er kann allerdings durch verschiedene Fremdbeimengungen auch eine graue, beige oder braune Farbe annehmen. Die Farben gelb und grün ergeben sich durch Pseudomorphose. Erst der Schliff in Cabochon-Form gibt dem Mineral den Chatoyance-Effekt, auch Katzenaugen-Effekt genannt, den er mit den weiteren Quarz-Varietäten Falkenauge und Tigerauge gemeinsam hat.
Wie alle Quarze ist er empfindlich gegen Säuren, besonders jedoch die Varietäten mit Katzenaugen-Effekt, da dieser durch Hohlkanäle oder eingelagerte Kristallnadeln hervorgerufen wird, die den Stein porös machen.

## Bildung und Fundorte
Fundorte sind unter anderem Brasilien, Bayern in Deutschland, Indien und Sri Lanka (früher: Ceylon).
Im Park Theresienstein bei Hof wurde im Gedenken an die dortigen Funde an Katzenaugen-Quarz die Hermann-Müller-Anlage errichtet.

## Verwendung
Katzenaugen-Quarz wird als Schmuckstein verwendet und in dieser Form Quarz-Katzenauge genannt. Die alleinige Bezeichnung Katzenauge steht nur dem Chrysoberyll zu. Bei allen anderen Mineralen oder deren Varietäten mit dem Katzenaugen-Effekt muss der Mineralname mit genannt werden.